# Предраг Бата Ристановић
Предраг Бата Ристановић (Београд, 19. фебруар 1957 — Београд, 29. мај 2015) био је су-оснивач и први директор штампарије Публикум у Београду и један од оснивача Фонда за заштиту птица грабљивица и његов први председник.
Током двадесетпет година, од 1989. до 2015. године као стручњак и успешан предузетник у области савремене штампе, љубитељ и покровитељ уметности, омогућио је да се у врхунској штампи репродукују небројени радови српских уметника и стваралаца.

## Штампарска и издавачка делатност
Деведесетих година 20. века, значајно је допринео да се технологија и естетика штампе у Србији подигну до светских стандарда. Још у доба санкција, ратног окружења, тешког економског стања у Србији, Публикум је штампао врхунски изведене књиге, монографије, каталоге и друге публикације за многе институције културе: Српска академија наука и уметности, Музеј савремене уметности, Музеј Примењене уметности, Народни музеј, Културни центар Београда, Народни музеј Црне Горе на Цетињу и многе друге домаће и стране клијенте, маркетиншке агенције и издавачке куће. Публикум је данас европски и региналано позиционирана штампарска кућа.

## Улагање у културу
Пројекат „Публикум календар”, од 1993. до 2008. године, успешно је спајао маркетинг предузећа и филозофију сврсисходног улагања у културу. Бата Ристановић је значајно допринео промоцији Нове уметничке сцене, познатих дизајнера и уметника из иностранства и наше средине. Од 2000. године интернационална издања Публикум календара допринела су повезивању креативне сцене Србије и света, и успешне размене идеја на релацији Београд — Њујорк.
Ристановић је био незаобилазни експерт у области штампе и техничке продукције. Непосредно је сарађивао са многим дизајнерима, фотографима и визуелним уметницима, почев од Уметничке групе ФИА, Ђорђа Милекића и Наде Реј, аутора концепта и креативне продукције Публикум календара, затим Славимира Стојановића, Мирка Илића, Бате Крагујевића, Карлсонвилкера, Пауле Шер, Станислава Шарпа, Небојше Бабића, Александра Кујучева, Владимира Перића Талента, Милете Продановића, Михаела Милуновића...

## Филантропија
Бата Ристановић је покровитељ многобројних  пројекта и догађаја, посебно уметничких каталога надолазећих уметника.
Посебно је активно подржавао бројне еколошке иницијативе у вези заштите природе и значајан је као један од оснивача Фонда за заштиту птица грабљивица, 1994. године, а потом као председник те организације, од 2012. до 2015. године. Допринео је штампом и дистрибицујом важних едукативних материјала о очувању угрожених врста, као и покровитељством многих акција на терену у области кањона реке Градац, да се популација белоглавог супа, највеће птице грабљивице у Србији заштити од истребљења и очувају станишта.